# 渠旧站
渠旧站是位于广西壮族自治区扶绥县渠旧镇的一个铁路车站，邮政编码532105。车站建于1952年，有湘桂铁路经过该站，现办理客货运业务，车站及其上下行区间均未电气化。车站距离衡阳站887公里，隶属南宁铁路局，是四等站。